# تاتسورو کیمورا
تاتسورو کیمورا (انگلیسی: Tatsuro Kimura؛ زادهٔ ۲۴ ژوئن ۱۹۸۴) بازیکن فوتبال اهل ژاپن است.
از باشگاه‌هایی که در آن بازی کرده‌است می‌توان به باشگاه فوتبال سانفریس هیروشیما اشاره کرد.